# Richard Baker (compositeur)
Pour les articles homonymes, voir Richard Baker (homonymie) et Baker.
Richard Baker (né en 1972) est un compositeur et chef d'orchestre britannique.

## Biographie
Enfant, Richard Baker est choriste dans le chœur de la cathédrale de Lichfield. Il est assistant de cours de musique au Exeter College, Oxford et passe une année au Conservatoire royal de La Haye où il étudie auprès de Louis Andriessen avant de fréquenter la Royal Holloway (université de Londres) où il reçoit son doctorat. En 2001, il est nommé New Music Fellow au Kettle's Yard et fellow-commoner au Trinity Hall (Cambridge) où il est directeur de la musique de 2005 à 2007. Il est également professeur de composition musicale à la Guildhall School of Music and Drama.

## Créations
Parmi les compositions notables de Baker figurent Los Rábanos (1998), Learning to Fly (1999) et The Tyranny of Fun (2012).

## Source
- (en) Cet article est partiellement ou en totalité issu de l’article de Wikipédia en anglais intitulé « Richard Baker (composer) » (voir la liste des auteurs).